# Acalolepta convexa
Acalolepta convexa är en skalbaggsart. Acalolepta convexa ingår i släktet Acalolepta och familjen långhorningar.

## Underarter
Arten delas in i följande underarter:
- A. c. convexa
- A. c. nodias